# Suecia en los Juegos Olímpicos de Atlanta 1996
Suecia estuvo representada en los Juegos Olímpicos de Atlanta 1996 por un total de 177 deportistas que compitieron en 22 deportes.  
El portador de la bandera en la ceremonia de apertura fue el tenista de mesa Jan-Ove Waldner.

## Medallistas
El equipo olímpico sueco obtuvo las siguientes medallas:
| Nombre                                                          | Deporte            | Competición       |
| --------------------------------------------------------------- | ------------------ | ----------------- |
| Oro                                                             |                    |                   |
| Ludmila Engquist                                                | Atletismo          | 100 m vallas F    |
| Agneta Andersson Susanne Gunnarsson                             | Piragüismo         | K2 500 m F        |
| Plata                                                           |                    |                   |
| Equipo                                                          | Balonmano          | Torneo M          |
| Christer Wallin Anders Holmertz Lars Frölander Anders Lyrbring  | Natación           | 4 × 200 m libre M |
| Magnus Petersson                                                | Tiro con arco      | Individual M      |
| Bobby Lohse Hans Wallén                                         | Vela               | Star M            |
| Bronce                                                          |                    |                   |
| Mikael Ljungberg                                                | Lucha grecorromana | 100 kg M          |
| Agneta Andersson Ingela Ericsson Anna Olsson Susanne Rosenqvist | Piragüismo         | K4 500 m F        |